# Sens Unik
Sens Unik ist eine Schweizer Hip-Hop-Band aus Lausanne, die 1987 gegründet und 2010 aufgelöst wurde. 2025 hat sie sich für diverse Openair-Konzerte in der Schweiz wiedervereinigt. Sens Unik hat bis heute drei Goldene Schallplatten erhalten und zu Filmen wie La Haine oder Neutre die Titelmusik beigesteuert.

## Geschichte
Die vier Mitglieder sind Just One, Carlos Leal, Laurent Biollay und Déborah, die auch als Solokünstlerin aktiv ist.
Zu ihren grössten Erfolgen gehörte der 1997 veröffentlichte Track Original, der aus einer Kollaboration mit der deutschen Hip-Hop-Gruppe Die Fantastischen Vier entstand und Platz 27 der Schweizer und Platz 73 der deutschen Single-Charts erreichte. Mehrere Alben erreichten die Top Ten der Schweizer Album-Charts.
Zu ihrem Lied Le vent tourne, erschienen auf dem Album Panorama 91-97, wurde die Gruppe inspiriert vom französischen Film La Haine. Der Song erschien auch auf einer speziellen Kompilation zum Film, La Haine, musique inspirée du film, nicht aber auf dem Soundtrack.

## Diskografie

### Studioalben
| Jahr | Titel               | Höchstplatzierung, Gesamtwochen, AuszeichnungChartsChartplatzierungen (Jahr, Titel, Platzierungen, Wochen, Auszeichnungen, Anmerkungen) | Anmerkungen                            |
| Jahr | Titel               | CH | Anmerkungen                            |
| ---- | ------------------- | --- | -------------------------------------- |
| 1992 | Les portes du temps | CH12 (9 Wo.)CH | Erstveröffentlichung: 1993             |
| 1994 | Chromatic           | CH4 (17 Wo.)CH | Erstveröffentlichung: 1994             |
| 1996 | Tribulations        | CH8 (20 Wo.)CH | Erstveröffentlichung: 1996             |
| 1998 | Pole Position       | CH9 Gold · (22 Wo.)CH | Erstveröffentlichung: 1998             |
| 2001 | Abracadabra         | CH12 Gold · (8 Wo.)CH | Erstveröffentlichung: 17. Oktober 2001 |
| 2004 | Mea culpa           | CH8 (11 Wo.)CH | Erstveröffentlichung: 21. März 2004    |

### Livealben
| Jahr | Titel       | Höchstplatzierung, Gesamtwochen, AuszeichnungChartsChartplatzierungen (Jahr, Titel, Platzierungen, Wochen, Auszeichnungen, Anmerkungen) | Anmerkungen                |
| Jahr | Titel       | CH | Anmerkungen                |
| ---- | ----------- | --- | -------------------------- |
| 1999 | Propaganda! | CH26 (9 Wo.)CH | Erstveröffentlichung: 1999 |

### Kompilationen
| Jahr | Titel            | Höchstplatzierung, Gesamtwochen, AuszeichnungChartsChartplatzierungen (Jahr, Titel, Platzierungen, Wochen, Auszeichnungen, Anmerkungen) | Anmerkungen                             |
| Jahr | Titel            | CH | Anmerkungen                             |
| ---- | ---------------- | --- | --------------------------------------- |
| 1997 | Panorama 91-97   | CH5 (21 Wo.)CH | Erstveröffentlichung: 16. August 1997   |
| 2004 | Galaxy 1991-2004 | CH52 (8 Wo.)CH | Erstveröffentlichung: 28. November 2004 |
| 2010 | Générations      | CH3 Gold · (16 Wo.)CH | Erstveröffentlichung: 30. April 2004    |

### EPs
- 1991: Le VIième Sens

### Singles
| Jahr | Titel Album                 | Höchstplatzierung, Gesamtwochen, AuszeichnungChartplatzierungen (Jahr, Titel, Album, Platzierungen, Wochen, Auszeichnungen, Anmerkungen) | Höchstplatzierung, Gesamtwochen, AuszeichnungChartplatzierungen (Jahr, Titel, Album, Platzierungen, Wochen, Auszeichnungen, Anmerkungen) | Anmerkungen                                                         |
| Jahr | Titel Album                 | DE | CH | Anmerkungen                                                         |
| ---- | --------------------------- | --- | --- | ------------------------------------------------------------------- |
| 1994 | Laisse toi aller Chromatic  | — | CH33 (4 Wo.)CH | Erstveröffentlichung: 1994                                          |
| 1996 | Paquito Tribulations        | — | CH45 (3 Wo.)CH | Erstveröffentlichung: 1996                                          |
| 1997 | Original Panorama 1991-1997 | DE73 (4 Wo.)DE | CH27 (7 Wo.)CH | Erstveröffentlichung: 15. September 1997 vs. Die Fantastischen Vier |
| 1998 | Zak & Loly Pole Position    | — | CH32 (5 Wo.)CH | Erstveröffentlichung: 1998                                          |
| 2001 | C’est la vie Abracadabra    | — | CH49 (11 Wo.)CH | Erstveröffentlichung: 18. September 2001                            |
| 2004 | Si tu aimes Mea culpa       | — | CH63 (3 Wo.)CH | Erstveröffentlichung: 7. Juni 2004 feat. Stress & Greis             |
| 2010 | Sur tes ondes Générations   | — | CH66 (1 Wo.)CH | Erstveröffentlichung: 2010                                          |

Weitere Singles
- 1991: Nouvelle Politique
- 1992: Rira bien
- 1992: Hijo del Latino
- 1993: À gauche, à droite
- 1995: What I’ve Got I&II
- 2004: Charly